# Юнацька збірна Туреччини з футболу (U-17)
Юнацька збірна Туреччини з футболу (U-17) — національна футбольна збірна Туреччини, що складається із гравців віком до 17 років. Керівництво командою здійснює Турецька футбольна федерація. До зміни формату юнацьких чемпіонатів Європи у 2001 році функціонувала як збірна до 16 років.
Головним континентальним турніром для команди є Юнацький чемпіонат Європи з футболу (U-17), успішний виступ на якому дозволяє отримати путівку на Чемпіонат світу (U-17). Також може брати участь у товариських і регіональних змаганнях.

## Виступи на міжнародних турнірах

### Чемпіонат світу (U-17)
| Рік  | Раунд              | І                  | В                  | Н                  | П                  | Г+                 | Г-                 |                    |
| ---- | ------------------ | ------------------ | ------------------ | ------------------ | ------------------ | ------------------ | ------------------ | ------------------ |
| 1985 | не кваліфікувалася | не кваліфікувалася | не кваліфікувалася | не кваліфікувалася | не кваліфікувалася | не кваліфікувалася | не кваліфікувалася | не кваліфікувалася |
| 1987 | не кваліфікувалася | не кваліфікувалася | не кваліфікувалася | не кваліфікувалася | не кваліфікувалася | не кваліфікувалася | не кваліфікувалася | не кваліфікувалася |
| 1989 | не кваліфікувалася | не кваліфікувалася | не кваліфікувалася | не кваліфікувалася | не кваліфікувалася | не кваліфікувалася | не кваліфікувалася | не кваліфікувалася |
| 1991 | не кваліфікувалася | не кваліфікувалася | не кваліфікувалася | не кваліфікувалася | не кваліфікувалася | не кваліфікувалася | не кваліфікувалася | не кваліфікувалася |
| 1993 | не кваліфікувалася | не кваліфікувалася | не кваліфікувалася | не кваліфікувалася | не кваліфікувалася | не кваліфікувалася | не кваліфікувалася | не кваліфікувалася |
| 1995 | не кваліфікувалася | не кваліфікувалася | не кваліфікувалася | не кваліфікувалася | не кваліфікувалася | не кваліфікувалася | не кваліфікувалася | не кваліфікувалася |
| 1997 | не кваліфікувалася | не кваліфікувалася | не кваліфікувалася | не кваліфікувалася | не кваліфікувалася | не кваліфікувалася | не кваліфікувалася | не кваліфікувалася |
| 1999 | не кваліфікувалася | не кваліфікувалася | не кваліфікувалася | не кваліфікувалася | не кваліфікувалася | не кваліфікувалася | не кваліфікувалася | не кваліфікувалася |
| 2001 | не кваліфікувалася | не кваліфікувалася | не кваліфікувалася | не кваліфікувалася | не кваліфікувалася | не кваліфікувалася | не кваліфікувалася | не кваліфікувалася |
| 2003 | не кваліфікувалася | не кваліфікувалася | не кваліфікувалася | не кваліфікувалася | не кваліфікувалася | не кваліфікувалася | не кваліфікувалася | не кваліфікувалася |
| 2005 | четверте місце     | 6                  | 4                  | 0                  | 2                  | 16                 | 9                  |                    |
| 2007 | не кваліфікувалася | не кваліфікувалася | не кваліфікувалася | не кваліфікувалася | не кваліфікувалася | не кваліфікувалася | не кваліфікувалася | не кваліфікувалася |
| 2009 | чвертьфінали       | 5                  | 3                  | 2                  | 0                  | 9                  | 3                  |                    |
| 2011 | не кваліфікувалася | не кваліфікувалася | не кваліфікувалася | не кваліфікувалася | не кваліфікувалася | не кваліфікувалася | не кваліфікувалася | не кваліфікувалася |
| 2013 | не кваліфікувалася | не кваліфікувалася | не кваліфікувалася | не кваліфікувалася | не кваліфікувалася | не кваліфікувалася | не кваліфікувалася | не кваліфікувалася |
| 2015 | не кваліфікувалася | не кваліфікувалася | не кваліфікувалася | не кваліфікувалася | не кваліфікувалася | не кваліфікувалася | не кваліфікувалася | не кваліфікувалася |
| 2017 | груповий етап      | 3                  | 0                  | 1                  | 2                  | 2                  | 7                  |                    |
| 2019 | не кваліфікувалася | не кваліфікувалася | не кваліфікувалася | не кваліфікувалася | не кваліфікувалася | не кваліфікувалася | не кваліфікувалася | не кваліфікувалася |
| 2021 | не визначено       | не визначено       | не визначено       | не визначено       | не визначено       | не визначено       | не визначено       | не визначено       |

### Юнацький чемпіонат Європи (U-17)
| Рік  | Раунд                    | І                  | В                  | Н                  | П                  | Г+                 | Г-                 |                    |
| ---- | ------------------------ | ------------------ | ------------------ | ------------------ | ------------------ | ------------------ | ------------------ | ------------------ |
| 2002 | відбірковий раунд        | –                  | –                  | –                  | –                  | –                  | –                  |                    |
| 2003 | відбірковий раунд        | –                  | –                  | –                  | –                  | –                  | –                  |                    |
| 2004 | груповий етап            | 3                  | 1                  | 0                  | 2                  | 6                  | 5                  |                    |
| 2005 | переможець               | 5                  | 4                  | 0                  | 1                  | 13                 | 5                  |                    |
| 2006 | другий відбірковий раунд | 3                  | 0                  | 1                  | 2                  | 1                  | 3                  |                    |
| 2007 | другий відбірковий раунд | 3                  | 1                  | 0                  | 2                  | 3                  | 2                  |                    |
| 2008 | півфінали                | 4                  | 2                  | 2                  | 1                  | 5                  | 1                  |                    |
| 2009 | груповий етап            | 3                  | 1                  | 0                  | 2                  | 3                  | 5                  |                    |
| 2010 | півфінали                | 3                  | 0                  | 2                  | 1                  | 2                  | 4                  |                    |
| 2011 | другий відбірковий раунд | 3                  | 1                  | 1                  | 1                  | 4                  | 5                  |                    |
| 2012 | другий відбірковий раунд | 3                  | 0                  | 0                  | 3                  | 0                  | 9                  |                    |
| 2013 | відбірковий раунд        | 3                  | 1                  | 0                  | 2                  | 8                  | 8                  |                    |
| 2014 | груповий етап            | 3                  | 1                  | 0                  | 2                  | 7                  | 7                  |                    |
| 2015 | відбірковий раунд        | 3                  | 0                  | 0                  | 3                  | 3                  | 10                 |                    |
| 2016 | другий відбірковий раунд | 3                  | 1                  | 0                  | 2                  | 4                  | 7                  |                    |
| 2017 | півфінали                | 5                  | 3                  | 0                  | 2                  | 10                 | 7                  |                    |
| 2018 | другий відбірковий раунд | 3                  | 1                  | 0                  | 2                  | 3                  | 4                  |                    |
| 2019 | не кваліфікувалася       | не кваліфікувалася | не кваліфікувалася | не кваліфікувалася | не кваліфікувалася | не кваліфікувалася | не кваліфікувалася | не кваліфікувалася |
| 2020 | не визначено             | не визначено       | не визначено       | не визначено       | не визначено       | не визначено       | не визначено       | не визначено       |